# Abderrahman El Houasli
Abderrahman El Houasli (en arabe : عبد الرحمن الحواصلي), né le 20 décembre 1984, est un footballeur marocain évoluant au poste de gardien de but au Union Touarga Sports.

## Biographie

### En club
Abderrahman El Houasli commence sa carrière à l'IZK De Khémisset en 2009. Il dispute seulement un match avant de prendre son départ au COD Meknès en 2012. En six mois, il y dispute cinq matchs en championnat.
Le 25 décembre 2011, il signe au Raja Club Athletic mais n'arrive pas à s'y imposer. C'est également le cas aux FAR de Rabat, le club dans lequel il part en prêt pour une saison.
Le 1er septembre 2013, il s'engage au KAC de Kénitra et s'impose en tant que gardien titulaire. Lors de sa première saison, il dispute 21 matchs en championnat et termine la Botola Pro à la treizième place du classement. Lors de la saison 2014/2015, il dispute 30 matchs en championnat et termine la saison à nouveau à la treizième place du classement.
Le 1er juin 2015, il signe au FUS de Rabat et atteint la finale de la Coupe du Trône en 2015. En deux saisons, il dispute plus de 50 matchs en championnat et remporte en 2016 le championnat en étant gardien titulaire.
Le 21 juin 2017, il signe un contrat de trois ans au HUS Agadir. Le 19 octobre 2020, il atteint la demi-finale de la Coupe de la confédération après une défaite contre le RS Berkane (défaite, 2-1).

### En sélection
En juin 2015, Abderrahman El Houasli est sélectionné pour un match avec l'équipe du Maroc A' contre la Libye A' (victoire, 1-0).

## Palmarès

### En club
| COD de Meknès - Coupe du Trône : - Finaliste : 2010-11. |  | FUS Rabat - Championnat du Maroc (1) : - Champion : 2015-16. |  | HUS Agadir - Coupe du Maroc : - Finaliste : 2019. |

 Union Touarga Sports

### Prix individuels
- 2018 : Meilleur gardien de la Botola Pro de la saison 2017-2018[2]
- 2019 : Nommé pour le Lion d'or marocain[3]

### Documentaires et interviews
- EN des Joueurs Locaux - ABDERRAHMAN EL HOUASLI: l’homogénéité est notre point fort!, FRMF, 2015
- Abderrahmane El Houasli : le coach Gamondi a rajouté une bonne dose de réalisme au jeu', Lematin.ma, 2017
- Abderrahmane El Houasli: "j'ai quitté le FUS à cause d'un différend avec Walid Regragui"', Le360.ma, 2017
- لأول مرة في منزل الحارس الحواصلي..شوفو كيفاش استقبلنا رفقة زوجته و طرائف خاصة., Chouf TV, 2018